# Romangia
Romangia és una regió històrica de Sardenya nord-occidental dins la província de Sàsser, que limita amb la subregió sarda del Tataresu al sud, la d'Anglona a l'est i amb el golf d'Asinara al nord.
El nom és una derivació probablement d'origen romà. Era el costum romà per definir com a Romania el territori conquerit per tal de diferenciar-lo del territori rebel com a Barbaria (d'aquí Barbagia). L'àrea sassaresa que va sorgir com a evolució de l'antiga Turris Lybissonis és molt rica en restes d'aquest període i les zones de Sorso i Sennori no són una excepció.
La Romangia era una curatoria del Jutjat de Torres. D'entre les més petites subdivisions de Sardenya fou potser la més densament poblada. El seu territori es compon no sols dels països nomenats pels antics pobles que ja no existeixen avui, i els territoris formen part ara dels municipis de Sàsser, Sorso i Sennori i que són:Otheri, Gennor, Uruspe, Gerito, Taniga, Settepalme, Erti, Plaiano, Querqui, Domusnovas (no confondre amb el centre del sud de Sardenya), Soranna, Cleu i Tavera. Alguns d'aquests topònims encara existeixen avui dia, especialment a les zones que han estat incorporades pels tres centres, que formen avui la Romangia i alguns noms molt difosos com Cherchi (derivat de Querqui) i Tavera.